# Brachyotum azuayense
Brachyotum azuayense är en tvåhjärtbladig växtart som beskrevs av John Julius Wurdack. Brachyotum azuayense ingår i släktet Brachyotum och familjen Melastomataceae. IUCN kategoriserar arten globalt som sårbar.
Artens utbredningsområde är Ecuador. Inga underarter finns listade i Catalogue of Life.